# Австрийско-азербайджанские отношения
Австрийско-азербайджанские отношения — двусторонние отношения между Австрией и Азербайджаном в политической, экономической, культурной и иных сферах.

## Дипломатические отношения
Австрия признала независимость Азербайджана 15 января 1992 года. Дипломатические отношения между странами установлены 20 февраля 1992 года.
Посольство Азербайджана в Австрии открыто 1 сентября 1995 года. Посольство также аккредитовано в Словакии, Словении и действует как Постоянное представительство Азербайджанской Республики при ОБСЕ.
Посольство Австрии в Азербайджане было открыто 23 июня 2010 года.
Президент Азербайджана Ильхам Алиев посетил Австрию с рабочим визитом 16 мая 2016 года, 28-30 марта 2019 года.
5 декабря 2000 года учреждена двусторонняя межпарламентская рабочая группа в парламенте Азербайджана. Руководителем группы является Таир Миркишили.
В Национальном совете Австрии действует рабочая группа Австрия – Южный Кавказ. Руководителем группы является Гудрун Куглер.
Между странами подписан 41 документ.

## В области экономики
С 1999 года действует двусторонняя комиссия по экономике, сельскому хозяйству, промышленности, технике и технологии.

### Товарооборот (тыс. долл)
| Год  | Экспорт Азербайджана | Импорт Азербайджана | Сумма товарооборота |
| ---- | -------------------- | ------------------- | ------------------- |
| 2020 | 127 581,39           | 65 418,41           | 192 999,8           |
| 2021 | 139 994,93           | 80 621,95           | 220 616,88          |
| 2022 | 90 762,59            | 82 402,38           | 173 164,97          |
| 2023 | 153 795,15           | 90 882,09           | 244 677,24          |
| 2024 | 50 644,50            | 87 183,75           | 137 828,25          |

Экспорт Австрии: специальные машины, изделия из стали, лекарственные средства, оборудование для ткачества и обработки кожи.
Экспорт Азербайджана: нефть, хлопок-сырец, овощи, фрукты, изделия из металла.

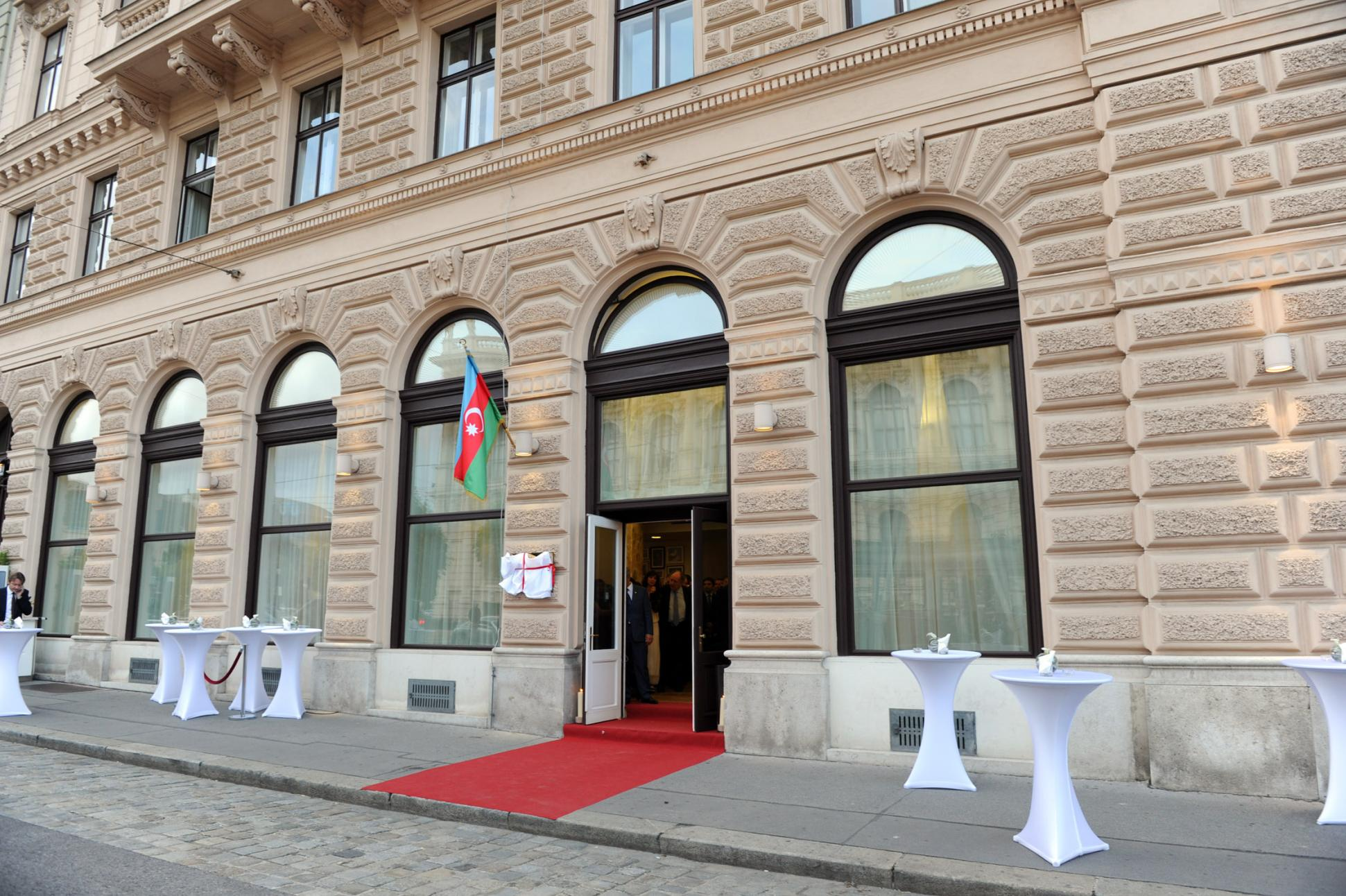
Азербайджанский культурный центр Вена

## В сфере культуры
13 мая 2013 года в Вене открыт Азербайджанский культурный центр. В 2017 году создано Общество азербайджанцев Австрии. Действуют Дома Азербайджана в городах Австрии.
Общества дружбы Азербайджан — Австрия, действующие в Вене, Граце, Зальцбурге и Линце, играют важную роль в развитии культурных связей между Австрией и Азербайджаном.
Азербайджанский культурный центр в крупных городах Австрии организует мероприятия по ознакомлению с азербайджанским искусством и культурой.
Азербайджанский культурный центр включён в список культурных объектов фестиваля «Долгая ночь музеев» в Австрии.

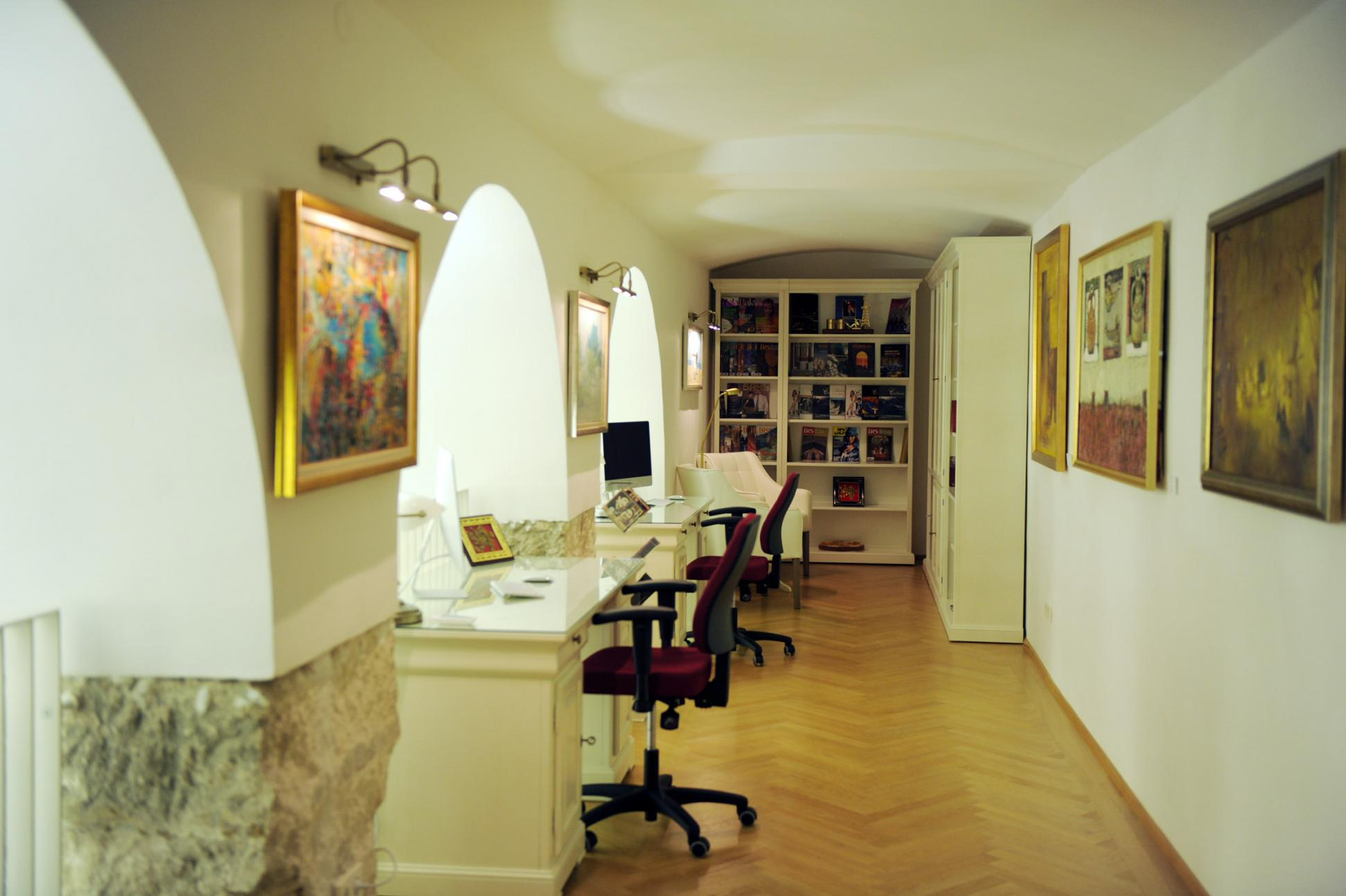
Азербайджанский культурный центр Вена

В 2002 и 2005 годах в Австрии были организованы Дни культуры Азербайджана.
В 2006 году в Вене установлен памятник азербайджанскому композитору Узеиру Гаджибекову. Его музыкальная комедия Аршин мал алан была поставлена в Венском камерном оперном театре.

## В сфере туризма
2 мая 2023 года запущен прямой авиарейс Баку — Вена.